# Mottsville
Mottsville é uma comunidade não incorporada no condado de Douglas, estado do Nevada, nos Estados Unidos. Mottsville fica localizada na junção da Nevada State Route 206 com  Nevada State Route 207 a cerca de 6,4 quilómetros de Minden.